# المنصة خدمة

طبقات تقنية في منصة خدمة سحابية

المنصة خدمةً أو المنصة الخدمية فئة من خدمات الحوسبة السحابية التي توفر منصة تتيح للعملاء تطوير وتشغيل وإدارة التطبيقات دون الحاجة لبناء وصيانة البنية الأساسية لتطوير وتشغيل التطبيق.  

## التطوير والاستخدامات
يمكن تنفيذ المنصة الخدمية بثلاثة طرق:
- خدمة سحابية عامة يُقدمها مزوّد، حيث يتحكم المستهلك بنشر البرامج مع وجود الحد الأدنى من خيارات التكوين، ويوفر المزود الشبكات، والخوادم، والتخزين، ونظام التشغيل (أو إس)، والبرامج الوسيطة (مثل تشغيل برنامج جافا، وتشغيل برنامج دوت نيت، والتكامل، إلخ)، وقاعدة البيانات، والخدمات الأخرى اللازمة لاستضافة تطبيق المستهلك.
- خدمة خاصة (برنامج أو جهاز) خلف جدار الحماية.
- برنامج منشور على بنية أساسية عامة على شكل خدمة.[3][4]

كانت زيمكي أولَ منصة خدمية عامة، وهي شركة متمركزة في لندن أطلقتها شركة فوتانغو، وتعود ملكيتها إلى شركة كانون. طُوّرت هذه المنصة في عام 2005، وأُطلقت تجريبيًا في مارس عام 2006، وكان الإطلاق العام في أوروسكون في عام 2006. كانت زيمكي منصة جافا سكريبت من طرف إلى طرف لتطوير تطبيقات الويب والحوسبة الخدمية التي تخلّصت من المهام المتكررة عند إنشاء تطبيقات الويب وخدمات الويب. أتمتت زيمكي جميع جوانب وعمليات البنية الأساسية، بدءًا من التزويد إلى إعداد الخوادم الافتراضية، والقياس، والتكوين، والأمن، والنسخ الاحتياطي. طرحت زيمكي شعار «الثيران المحلوقة مسبقًا» لتصف من خلاله إزالة جميع هذه المهام المتكررة.
كانت زيمكي منصة تنفيذ أساسية للتعليمات البرمجية «للدفع بالتقسيط» سمحت للمبرمجين بإنشاء التطبيقات أو خدمات الويب ونشرها دون تكاليف بدء التشغيل على منصة حوسبة فعلية تعتمد على الخدمات. اعتمد الشحن على التخزين المُستخدَم، وحركة المرور عبر الشبكة، و«جي إس أو بي» (عمليات جافا سكريبت). كانت زيمكي منصة متعددة المستخدمين يستطيع المطورون فيها إنشاء تطبيقات (جهة أمامية وخلفية من خلال إس إس جاي إس) عبر استخدام لغة واحدة؛ جافا سكريبت. استُعرضت جميع عمليات التحكم بالتطوير، والفواتير، والمراقبة، والتطبيق عن طريق واجهات برمجة التطبيق. كانت هناك مجموعة من خدمات المكونات مثل مخزن كائنات نو-إس كيو إل (نظام قواعد البيانات غير العلائقي) وخدمات انتظار الرسائل. يمكن عرض جميع الوظائف في زيمكي على أنها خدمات ويب، وقد قدمت زيمكي تحليلًا للفواتير وصولًا إلى الوظائف الفردية.
في حين كانت زيمكي تنمو بسرعة وكانت فوتانغو مُثمرة، قررت الشركة الأم أن هذا المجال لم يكن اختصاصها وأغلقت الخدمة في شهر ديسمبر من عام 2007. كانت زيمكي تمتلك في وقت إغلاقها عدة آلاف من حسابات المطورين. كانت قد أثبتت الجدوى التقنية لعمل المنصة الخدمية، لكنها قدمت أيضًا أول مثال على مخاطر الاعتماد على مزود واحد. سُلط الضوء على ذلك عندما أعلن المدير التنفيذي (سيمون واردلي، المعروف من خلال خرائط واردلي) في أوسكون 2007 أن زيمكي لن تكون مفتوحة المصدر بعد ذلك، وناقش مستقبل ما كان يُسمى حينها إطار العمل الخدمي (سُمي لاحقًا المنصة الخدمية)، مُضيئًا على أهمية سوق المزودين المعتمد على نموذج مرجعي مفتوح المصدر.
في أبريل عام 2008، أطلقت غوغل محرك التطبيقات بنسخة مجانية تجريبية محدودة بعشرة آلاف مطوّر. قيل إن ذلك «حوّل فضاء الحوسبة السحابية على شبكة الإنترنت إلى صناعة كاملة تقريبًا بين ليلة وضحاها».
كان الهدف الأساسي من المنصة الخدمية (باس) هو تبسيط كتابة التعليمات البرمجية من خلال معالجة العمليات والبنية الأساسية بواسطة مزود المنصة. كانت جميع المنصات الخدمية في الأصل ضمن السحابة العامة. استُحدثت خيارات المنصات الخاصة والهجينة (التي تُديرها أقسام تكنولوجيا المعلومات الداخلية) لأن العديد من الشركات لم ترغب في أن يكون كل شيء موجودًا ضمن السحابة العامة.
توفر المنصة الخدمية للمطورين والشركات بيئةً لإنشاء التطبيقات واستضافتها ونشرها، وتُنقذ بذلك المطورين من تعقيدات البنية الأساسية (إعداد عناصر كالخوادم وقواعد البيانات، وتكوينها، وإدارتها). تستطيع هذه المنصات تحسين سرعة تطوير تطبيق ما، وتسمح لمستخدمه بالتركيز على التطبيق نفسه. يمكن للمستخدم في هذه المنصات إدارة التطبيقات والبيانات، بينما يدير المزود (في المنصات العامة) وقسم تكنولوجيا المعلومات (في المنصات الخاصة) تنفيذ البرامج، والبرامج الوسيطة، ونظام التشغيل، والبيئة الافتراضية، والخوادم، والتخزين، وربط الشبكات. تُخصّص أدوات التطوير التي يوفرها المزود وفقًا لمتطلبات المستخدم. يستطيع المستخدم أن يختار صيانة البرمجيات أو أن يجعل المورد ينفذ هذه المهمة.
قد تتضمن عروض المنصة الخدمية تسهيلات على تصميم التطبيقات، وتطويرها، واختبارها، ونشرها، إلى جانب خدمات مثل تعاون الفريق، وتكامل خدمات الويب، وتكامل قاعدة البيانات وترتيبها، والأمن، وقابلية التوسع، والتخزين، والاستمرارية، وإدارة الحالة، وأصدرة التطبيقات، ومجموعة أجهزة قياس أداء التطبيقات، وتسهيلات مجموعة المطورين. تتضمن عروض المنصة الخدمية إلى جانب مظاهر هندسة البرمجيات آلياتٍ لإدارة الخدمة، مثل المراقبة، وإدارة سير العمل، والابتكار، والحجز.